# Wilson-Kurve

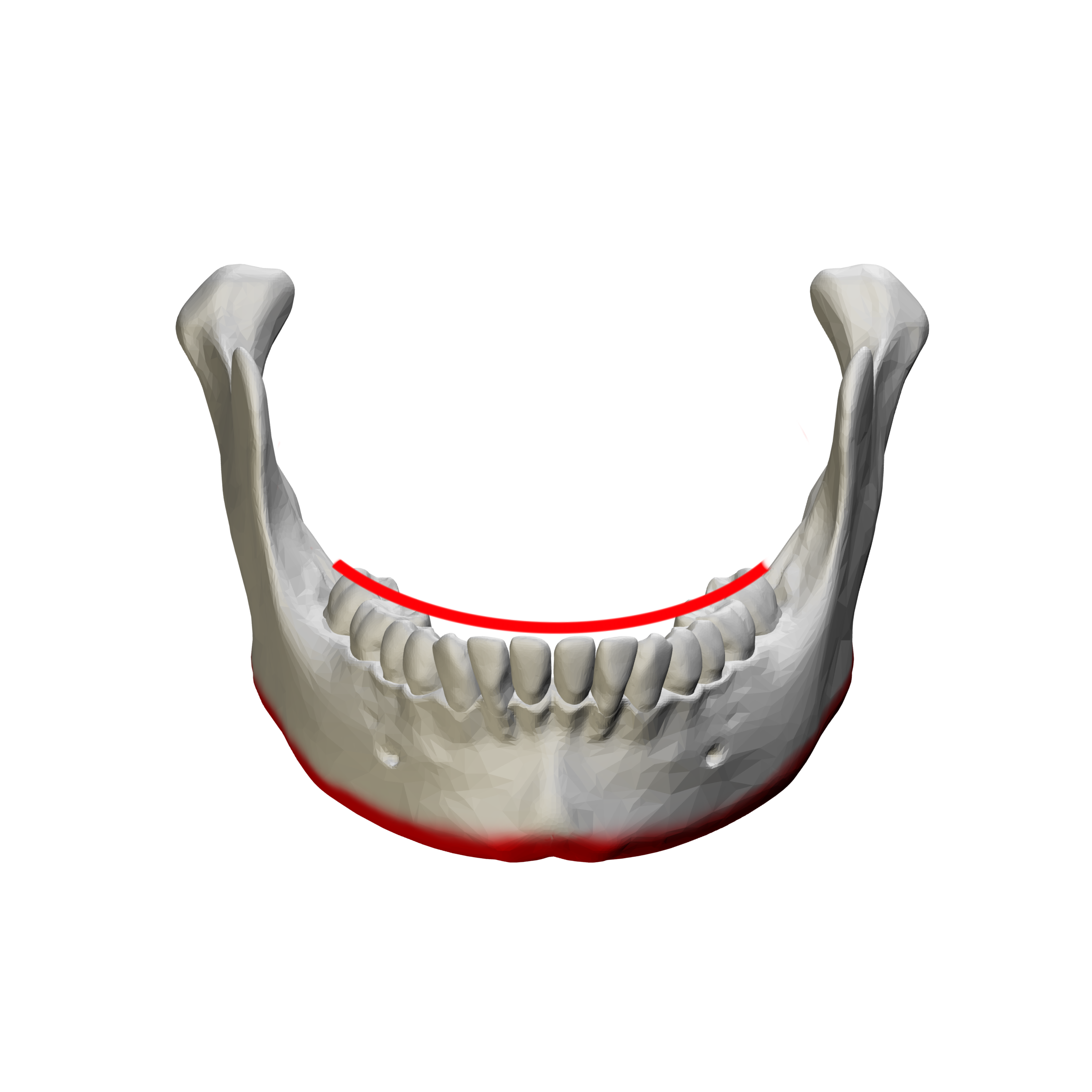
Wilson-Kurve

Die Wilson-Kurve, auch als transversale Kompensations- oder Okklusionskurve bezeichnet, ist ein Begriff aus der Zahnmedizin und beschreibt die nach lingual gekippte Winkelstellung der Seitenzähne bei der Aufstellung der Zähne einer Totalprothese. Sie ist nach George Henry Wilson (1855–1922) benannt.

## Beschaffenheit
Es handelt sich dabei um eine Verbindungslinie zwischen den bukkalen Höckern der Unterkieferseitenzähne  über die tieferliegenden lingualen Höcker einer Seite über die lingualen Höcker zu den bukkalen Höckern der anderen Seite. Aufgrund der Kronenflucht entsteht keine gerade Linie, sondern eine Kurve, deren tiefster Punkt in der Mitte der beiden Zahnreihen liegt.

## Bedeutung
Die Wilson-Kurve hat ihre Bedeutung beim Aufstellen der künstlichen Zähne in der Kalottenartikulation von Totalprothesen. Die Seitenzähne einer Unterkieferprothese werden – von der Kaufläche her – gegen eine kalottenförmig gewölbte Schablone aufgestellt und bilden eine transversale Kompensationskurve. Hierdurch wird später in Funktion (beim Kauen) eine beidseitige „balancierte“ Okklusion erzielt. Die Wölbung der Kalotte ist von der Höckerneigung der Prothesenzähne und der Kondylenbahnneigung abhängig. Die Kondylenbahnneigung ist die Neigung der Gelenkbahn gegen die Campersche Ebene, oder Frankfurter Horizontale. Die Anwendung der Wilson-Kurve hat in der Kalottentheorie nach Monson ihren Ursprung. Danach treffen sich die Zahnachsen aller Oberkieferzähne in einem gemeinsamen Punkt, der im Bereich des Hahnenkamms (lateinisch: Crista galli) des Siebbeins (lateinisch: Os ethmoidale) liegt. Die Kauflächen liegen auf der gekrümmten Oberfläche eines Kugelausschnitts mit einem Durchmesser von 28,8 cm.